# (19617) Duhamel
(19617) Duhamel est un astéroïde de la ceinture principale d'astéroïdes.

## Description
(19617) Duhamel est un astéroïde de la ceinture principale d'astéroïdes. Il fut découvert le 8 août 1999 à Prescott (Arizona) par Paul G. Comba.
Il porte le nom du mathématicien et physicien français Jean-Marie Duhamel (1797-1872).
Il présente une orbite caractérisée par un demi-grand axe de 3,21 UA, une excentricité de 0,15 et une inclinaison de 1,9° par rapport à l'écliptique.

## Compléments